# Felicita von Vestvali

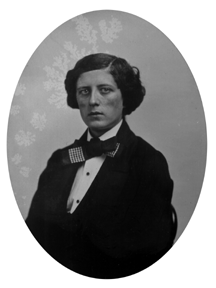
Felicita Vestvali, Foto ca. 1855.

Felicita Vestvali, Stahlstich nach einem Foto in Allgemeine Moden-Zeitung, 1868

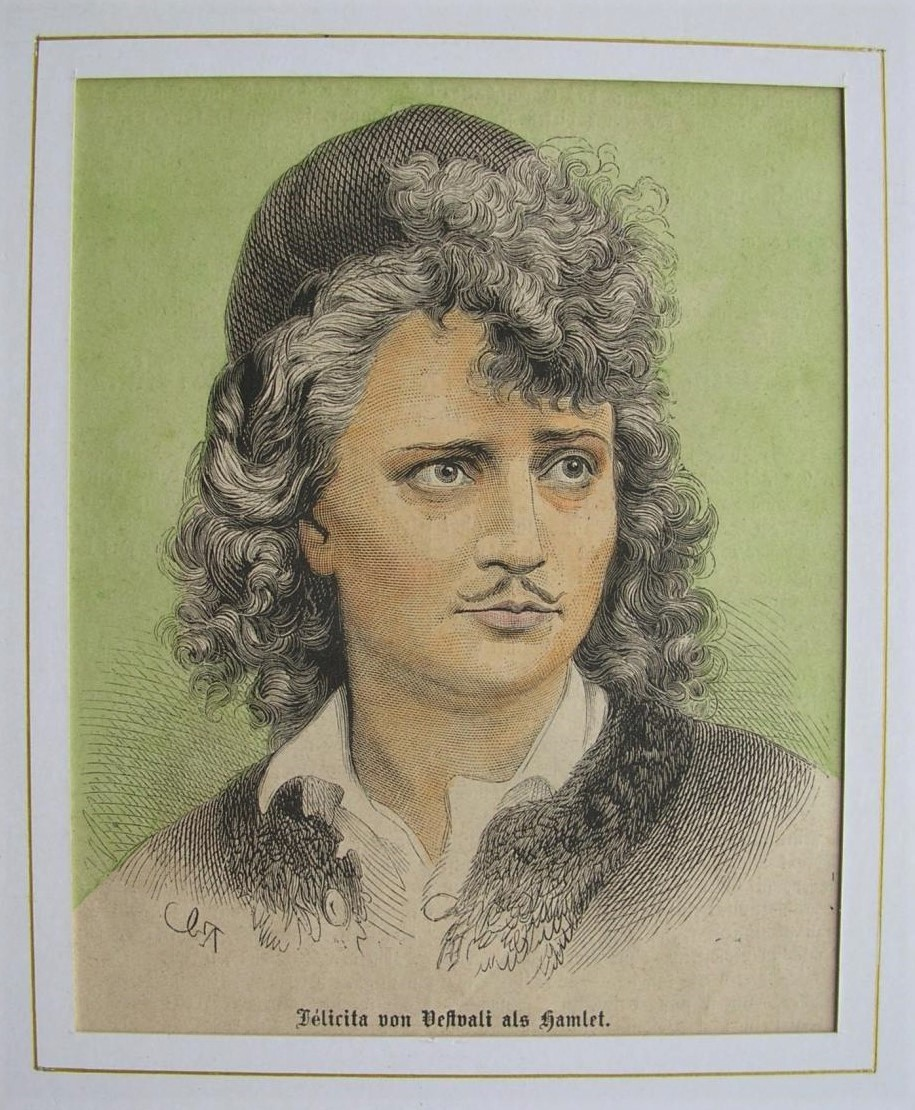
Felicita von Vestvali als Hamlet, 1873

Felicita von Vestvali, auch  Felicia de Vestfali, eigentlich Anna Marie Stegemann, (* 23. Februar 1831 in Stettin; † 3. April 1880 in Warschau) war eine deutsche Sängerin (Alt) und Schauspielerin.

## Leben
Ihre familiäre Herkunft ist unklar. Nach Ludwig Eisenberg entstammte Vestvali einem alten Adelsgeschlecht. Sie sei in Stettin geboren. Ihr Vater – als höherer Beamter – habe aus politischen Gründen das Pseudonym „Stegemann“ angenommen. Nach anderer Quelle gehörte ihr Vater zum polnischen Adelsgeschlecht Westfalowicz. Wieder andere geben an, dass sie 1834 als Tochter eines hohen österreichischen Beamten in Krakau geboren wurde. Vestvalis Familie verweigerte ihr eine Theaterausbildung; daher riss sie von zu Hause aus und schloss sich mit 15 Jahren 1846 in Leipzig dem Impresario Wilhelm Bröckelmann und dessen Theatergesellschaft an.

Zusammen mit Bröckelmanns Truppe unternahm Vestvali eine längere Gastspielreise an verschiedene norddeutsche Stadttheater. Wieder in Leipzig, wurde sie von der Schauspielerin Wilhelmine Schröder-Devrient entdeckt und als Schülerin aufgenommen. Mit deren Unterstützung konnte Vestvali dann auch dort am Alten Theater in der Rolle der „Agathe“ debütieren.
Nach einem kurzen Gastspiel am Opernhaus Hannover ging Vestvali nach Frankreich an das Konservatorium (Paris). Im Anschluss daran folgte eine Konzerttournee als Solistin. Ab Winter 1855/56 war sie als Schülerin bei Romani (Florenz) und Saverio Mercadante in Neapel. In dieser Zeit nahm sie auch den Künstlernamen Felicita von Vestvali an und sang als angeblich italienische Sängerin in der Mailänder Scala ihre erste Hosenrolle die Partie des „Romeo“.
Es folgten sensationelle Erfolge in Paris, London, New York City, Mexiko-Stadt. Danach sollte eigentlich ein längerer Erholungsurlaub in Italien stattfinden. Aber Kaiser Napoléon Bonaparte holte Vestvali wieder nach Paris an die Große Oper. Das Publikum feierte ihre Auftritte enthusiastisch und die Kritiker verglichen sie mit Maria Malibran, Wilhelmine Schröder-Devrient und der Rachel.
Mit einer französischen Operngesellschaft unternahm sie eine Gastspielreise durch Frankreich, Belgien und Holland und 1862 folgte eine weitere Tournee nach New York. Sie arbeitete dort mit Kollegen wie Charles Kean u. a. In den Vereinigten Staaten war Vestvali die erste weibliche Hamlet-Darstellerin überhaupt (en travestie). Ab dieser Zeit nannte man sie auch ehrenhalber „den weiblichen Kean“. Karl Gutzkow schlug sie im Vorwort zu seinem Schauspiel Richard Savage als Kandidatin für die Hauptrolle vor.
Nach schlechten Kritiken ihres Auftritts in Gluck’s Orpheus und Euridike in San Francisco, 1865, wechselte sie vom Musiktheater zur Sprechbühne. Sie kehrte nach Europa zurück und war wiederum erfolgreich. Sie trat als Romeo und Hamlet in Shakespeares Dramen auf. Sie spielte diese Rollen 1867 in London am Lyceum Theatre in englischer Sprache. Königin Victoria wohnte einer der Aufführungen bei. Die Royal Academy of Arts ernannte sie zu ihrem Ehrenmitglied.
Ab Frühjahr 1868 war sie in Hamburg und Lübeck zu sehen. Anschließend war sie ungefähr zwei Jahre auf einer großen Tournee durch Europa unterwegs. Nach Kriegsende 1871 trat Vestvali dann kaum noch auf und zog sich immer mehr ins Privatleben zurück. Ihre letzten Lebensjahre verbrachte sie in Bad Warmbrunn (Riesengebirge). Anlässlich eines Besuchs bei Freunden in Warschau erkrankte sie und starb dort sechs Wochen nach ihrem 49. Geburtstag am 3. April 1880.

## Rollen (Auswahl)
- Romeo – Romeo und Julia (William Shakespeare)
- Hamlet – Hamlet (William Shakespeare)
- Petrucchio – Der Widerspenstigen Zähmung (William Shakespeare)
- Marie – La fille du régiment (Gaetano Donizetti)
- Romeo – I Capuleti e i Montecchi (Bellini)
- Maffio Orsini – Lucrezia Borgia (Donizetti)
- Orfeo – Orfeo ed Euridice (Gluck)
- Azucena – Il trovatore
- Pierotto – Linda di Chamounix
- Don Carlos – Ernani

und als Schauspielerin:
- Gamea – Gamea, or, the Jewish Mother
- Angelo – Bel demonio

## Zitat
Karl Gutzkow schrieb über Felicita von Vestvali:

„Wohl selten hat sich eine Künstlerin so vielseitigen Ruhm erworben und in einem wahren Siegeszuge die alte und neue Welt durchzogen, gleich groß als italienische Sängerin, wie englische und deutsche Tragödin.“